# Моноковач
Моноковач е бивше село в Егейска Македония, Гърция, на територията на дем Нестрам, област Западна Македония.

## География
Селото е било разположено в землището на днешното село Стенско (Стена).

## История
Село Монастирец е било малко българско село, изоставено в размирното време в XVIII век при конфликта на Али паша Янински и други албански феодали с централната власт. Жителите му, според преданието, били ковачи и се занимавали с подковаване на товарен добитък. С икономическия възход на Нестрам, част от селяните се принудели да емигрират в Тесалия, а част основали Стенско.